# クリーン・アップ・ウーマン
「クリーン・アップ・ウーマン」（Clean Up Woman）は、マイアミ出身の女性歌手、ベティ・ライトが1971年に発表したヒット曲。
作詞作曲はクラレンス・リードとウィリー・クラーク。彼らはプロデューサーも務めた。編曲は本作品でギターを演奏しているウィリー "リトル・ビーバー" ヘイルが行った。
1971年11月にシングルA面曲として発売。この時点でベティ・ライトはまだ17歳であった。1972年1月29日付のビルボード・Hot 100で6位を記録した。またソウルチャートの2位を記録。1972年の年間チャートの18位を記録し、ゴールドディスクに輝いた。
1972年のアルバム『I Love the Way You Love』に収録された。1978年のアルバム『Betty Wright Live』にライブ・バージョンが収録されている。
日本では小沢健二が1994年に発表した楽曲『ラブリー』に、ギター・カッティングのリフが引用されている事で知られている。

## カバー・バージョン
- マリア・マルダー - 1979年のアルバム『Open Your Eyes』に収録。
- ハンナ・ボエル - 1992年のアルバム『Kinda Soul』に収録。
- アル・クーパー - 1994年のアルバム『Rekooperation』に収録[4]。
- リーラ・ジェイムズ - 2009年のアルバム『Let's Do It Again』に収録。